# Nor-Am Cup 2015
La Nor-Am Cup 2015 è stata la 38ª edizione della  manifestazione organizzata dalla Federazione Internazionale Sci. È iniziata il 1º dicembre 2014, per gli uomini ad Aspen negli Stati Uniti con uno slalom gigante e per le donne a Copper Mountain, ancora negli Stati Uniti, con uno slalom speciale; si è conclusa il 23 marzo 2015, per gli uomini a Waterville Valley negli Stati Uniti con uno slalom speciale e per le donne a Burke Mountain, ancora negli Stati Uniti, con uno slalom speciale.
In campo maschile sono state disputate 23 delle 26 gare in programma (2 discese libere, 4 supergiganti, 8 slalom giganti, 8 slalom speciali, 1 combinata), in 8 diverse località. Lo statunitense Michael Ankeny si è aggiudicato sia la classifica generale, sia quella di slalom speciale; il canadese Tyler Werry ha vinto quella di discesa libera, i suoi connazionali Jeffrey Frisch e Broderick Thompson a pari merito quella di supergigante, lo svizzero Gino Caviezel quella di slalom gigante e lo statunitense Erik Arvidsson quella di combinata. Lo statunitense Ryan Cochran-Siegle era il detentore uscente del trofeo generale.
In campo femminile sono state disputate 24 delle 26 gare in programma (2 discese libere, 4 supergiganti, 8 slalom giganti, 8 slalom speciali, 2 combinate), in 7 diverse località. La canadese Candace Crawford si è aggiudicata sia la classifica generale, sia quelle di slalom gigante, di slalom speciale e di combinata; le statunitensi Julia Ford e Abby Ghent hanno vinto rispettivamente quelle di discesa libera e di supergigante. La canadese Madison Irwin era la detentrice uscente del trofeo generale.

## Uomini

### Risultati
| Data             | Località             | Nazione     | Spec. | Primo                | Secondo              | Terzo                |
| ---------------- | -------------------- | ----------- | ----- | -------------------- | -------------------- | -------------------- |
| 1º dicembre 2014 | Aspen                | Stati Uniti | GS    | Giovanni Borsotti    | David Chodounsky     | Gino Caviezel        |
| 2 dicembre 2014  | Aspen                | Stati Uniti | GS    | Giovanni Borsotti    | Philipp Schörghofer  | Gino Caviezel        |
| 3 dicembre 2014  | Copper Mountain      | Stati Uniti | SL    | Leif Kristian Haugen | Linus Straßer        | Michael Ankeny       |
| 4 dicembre 2014  | Copper Mountain      | Stati Uniti | SL    | Markus Larsson       | Espen Lysdahl        | AJ Ginnis            |
| 10 dicembre 2014 | Lake Louise          | Canada      | DH    | Tyler Werry          | Jeffrey Frisch       | Natko Zrnčić-Dim     |
| 11 dicembre 2014 | Lake Louise          | Canada      | DH    | Tyler Werry          | Natko Zrnčić-Dim     | Paul de la Cuesta    |
| 13 dicembre 2014 | Panorama             | Canada      | SG    | Jeffrey Frisch       | Conrad Pridy         | Tanner Farrow        |
| 14 dicembre 2014 | Panorama             | Canada      | KB    | Erik Arvidsson       | Peder Dahlum Eide    | Sandro Boner         |
| 14 dicembre 2014 | Panorama             | Canada      | SG    | Erik Arvidsson       | Samuel Dupratt       | Broderick Thompson   |
| 15 dicembre 2014 | Panorama             | Canada      | SL    | Tim Kelley           | Hig Roberts          | Seppi Stiegler       |
| 16 dicembre 2014 | Panorama             | Canada      | SL    | Tim Kelley           | Michael Ankeny       | Tommy Ford           |
| 17 dicembre 2014 | Panorama             | Canada      | GS    | Ford Swette          | Samuel Dupratt       | Kieffer Christianson |
| 19 dicembre 2014 | Panorama             | Canada      | GS    | Henrik Røa           | Giulio Bosca         | Tommy Ford           |
| 17 febbraio 2015 | Calgary Olympic Park | Canada      | SL    | Trevor Philp         | Erik Read            | Robby Kelley         |
| 18 febbraio 2015 | Calgary Olympic Park | Canada      | SL    | Will Brandenburg     | Espen Lysdahl        | Joonas Räsänen       |
| 19 febbraio 2015 | Nakiska              | Canada      | SG    | Erik Read            | Broderick Thompson   | Tommy Ford           |
| 20 febbraio 2015 | Nakiska              | Canada      | SG    | annullata            | annullata            | annullata            |
| 20 febbraio 2015 | Nakiska              | Canada      | KB    | annullata            | annullata            | annullata            |
| 21 febbraio 2015 | Nakiska              | Canada      | GS    | Gino Caviezel        | Justin Murisier      | Tommy Ford           |
| 22 febbraio 2015 | Nakiska              | Canada      | GS    | Justin Murisier      | Gino Caviezel        | Tommy Ford           |
| 18 marzo 2015    | Sugarloaf            | Stati Uniti | DH    | annullata            | annullata            | annullata            |
| 19 marzo 2015    | Sugarloaf            | Stati Uniti | SG    | Tyler Werry          | Wiley Maple          | Jared Goldberg       |
| 20 marzo 2015    | Waterville Valley    | Stati Uniti | GS    | Tyler Werry          | David Donaldson      | Hig Roberts          |
| 21 marzo 2015    | Waterville Valley    | Stati Uniti | GS    | Trevor Philp         | Kieffer Christianson | Tyler Werry          |
| 22 marzo 2015    | Waterville Valley    | Stati Uniti | SL    | Trevor Philp         | Michael Ankeny       | Joonas Räsänen       |
| 23 marzo 2015    | Waterville Valley    | Stati Uniti | SL    | Michael Ankeny       | AJ Ginnis            | Trevor Philp         |

Legenda:

DH = discesa libera

SG = supergigante

GS = slalom gigante

SL = slalom speciale

KB = combinata

### Classifiche

#### Generale
| Pos. | Nome                 | Nazione     | Punti |
| ---- | -------------------- | ----------- | ----- |
| 1    | Michael Ankeny       | Stati Uniti | 659   |
| 2    | Tyler Werry          | Canada      | 642   |
| 3    | Trevor Philp         | Canada      | 550   |
| 4    | Tommy Ford           | Stati Uniti | 539   |
| 5    | Kieffer Christianson | Stati Uniti | 462   |
| 6    | Peder Dahlum Eide    | Norvegia    | 457   |
| 7    | Hig Roberts          | Stati Uniti | 408   |
| 8    | Erik Read            | Canada      | 388   |
| 9    | Espen Lysdahl        | Norvegia    | 357   |
| 10   | Jeffrey Frisch       | Canada      | 354   |

#### Discesa libera
| Pos. | Nome              | Nazione     | Punti |
| ---- | ----------------- | ----------- | ----- |
| 1    | Tyler Werry       | Canada      | 200   |
| 2    | Natko Zrnčić-Dim  | Croazia     | 140   |
| 3    | Jeffrey Frisch    | Canada      | 125   |
| 4    | Paul de la Cuesta | Spagna      | 110   |
| 5    | Thomas Biesemeyer | Stati Uniti | 86    |

#### Supergigante
| Pos. | Nome               | Nazione     | Punti |
| ---- | ------------------ | ----------- | ----- |
| 1    | Jeffrey Frisch     | Canada      | 200   |
| 1    | Broderick Thompson | Canada      | 200   |
| 3    | Tyler Werry        | Canada      | 185   |
| 4    | Erik Arvidsson     | Stati Uniti | 150   |
| 5    | Samuel Dupratt     | Stati Uniti | 141   |

#### Slalom gigante
| Pos. | Nome                 | Nazione     | Punti |
| ---- | -------------------- | ----------- | ----- |
| 1    | Gino Caviezel        | Svizzera    | 300   |
| 2    | Tommy Ford           | Stati Uniti | 293   |
| 3    | Trevor Philp         | Canada      | 254   |
| 4    | Kieffer Christianson | Stati Uniti | 249   |
| 5    | Hig Roberts          | Stati Uniti | 214   |

#### Slalom speciale
| Pos. | Nome           | Nazione     | Punti |
| ---- | -------------- | ----------- | ----- |
| 1    | Michael Ankeny | Stati Uniti | 450   |
| 2    | Espen Lysdahl  | Norvegia    | 326   |
| 3    | Tim Kelley     | Stati Uniti | 313   |
| 4    | Trevor Philp   | Canada      | 296   |
| 5    | Joonas Räsänen | Finlandia   | 227   |

#### Combinata
| Pos. | Nome              | Nazione     | Punti |
| ---- | ----------------- | ----------- | ----- |
| 1    | Erik Arvidsson    | Stati Uniti | 100   |
| 2    | Peder Dahlum Eide | Norvegia    | 80    |
| 3    | Sandro Boner      | Svizzera    | 60    |
| 4    | Henrik Røa        | Norvegia    | 50    |
| 5    | Tommy Ford        | Stati Uniti | 45    |

## Donne

### Risultati
| Data             | Località             | Nazione     | Spec. | Prima                    | Seconda                   | Terza                    |
| ---------------- | -------------------- | ----------- | ----- | ------------------------ | ------------------------- | ------------------------ |
| 1º dicembre 2014 | Copper Mountain      | Stati Uniti | SL    | Anna Swenn Larsson       | Lena Dürr                 | Emelie Wikström          |
| 2 dicembre 2014  | Copper Mountain      | Stati Uniti | SL    | Anna Swenn Larsson       | Erin Mielzynski           | Adeline Baud             |
| 3 dicembre 2014  | Aspen                | Stati Uniti | GS    | Ana Drev                 | Wendy Holdener            | Coralie Frasse Sombet    |
| 4 dicembre 2014  | Aspen                | Stati Uniti | GS    | Sara Hector              | Ana Drev                  | Coralie Frasse Sombet    |
| 10 dicembre 2014 | Lake Louise          | Canada      | DH    | Julia Ford               | Larisa Yurkiw             | Maruša Ferk              |
| 11 dicembre 2014 | Lake Louise          | Canada      | DH    | Maruša Ferk              | Julia Ford                | Karolina Chrapek         |
| 13 dicembre 2014 | Panorama             | Canada      | SL    | Candace Crawford         | Leona Popović             | Kate Ryley               |
| 14 dicembre 2014 | Panorama             | Canada      | SL    | Alex Tilley              | Candace Crawford          | Tianda Carroll           |
| 15 dicembre 2014 | Panorama             | Canada      | SG    | Valérie Grenier          | Katharine Irwin           | Katie Ryan               |
| 16 dicembre 2014 | Panorama             | Canada      | SG    | Mikaela Tommy            | Abby Ghent                | Katharine Irwin          |
| 17 dicembre 2014 | Panorama             | Canada      | KB    | Candace Crawford         | Mikaela Tommy             | Leona Popović            |
| 18 dicembre 2014 | Panorama             | Canada      | GS    | Alex Tilley              | Candace Crawford          | Leona Popović            |
| 20 dicembre 2014 | Panorama             | Canada      | GS    | Alex Tilley              | Mikaela Tommy             | Valérie Grenier          |
| 17 febbraio 2015 | Nakiska              | Canada      | GS    | Candace Crawford         | Megan McJames             | Leona Popović            |
| 18 febbraio 2015 | Nakiska              | Canada      | GS    | Mikaela Tommy            | Candace Crawford          | Kristine Gjelsten Haugen |
| 19 febbraio 2015 | Nakiska              | Canada      | KB    | Candace Crawford         | Paula Moltzan             | Leona Popović            |
| 19 febbraio 2015 | Nakiska              | Canada      | SG    | Candace Crawford         | Abby Ghent                | Anna Marno               |
| 20 febbraio 2015 | Nakiska              | Canada      | SG    | Anna Marno               | Abby Ghent                | Alice Merryweather       |
| 21 febbraio 2015 | Calgary Olympic Park | Canada      | SL    | Kristine Gjelsten Haugen | Kristina Riis-Johannessen | Candace Crawford         |
| 22 febbraio 2015 | Calgary Olympic Park | Canada      | SL    | Paula Moltzan            | Kristine Gjelsten Haugen  | Leona Popović            |
| 18 marzo 2015    | Sugarloaf            | Stati Uniti | DH    | annullata                | annullata                 | annullata                |
| 19 marzo 2015    | Sugarloaf            | Stati Uniti | SG    | annullata                | annullata                 | annullata                |
| 20 marzo 2015    | Burke Mountain       | Stati Uniti | GS    | Valérie Grenier          | Candace Crawford          | Mikaela Tommy            |
| 21 marzo 2015    | Burke Mountain       | Stati Uniti | GS    | Candace Crawford         | Kristine Gjelsten Haugen  | Monica Hübner            |
| 22 marzo 2015    | Burke Mountain       | Stati Uniti | SL    | Paula Moltzan            | Laurence St-Germain       | Kristine Gjelsten Haugen |
| 23 marzo 2015    | Burke Mountain       | Stati Uniti | SL    | Paula Moltzan            | Laurence St-Germain       | Roni Remme               |

Legenda:

DH = discesa libera

SG = supergigante

GS = slalom gigante

SL = slalom speciale

KB = combinata

### Classifiche

#### Generale
| Pos. | Nome                      | Nazione     | Punti |
| ---- | ------------------------- | ----------- | ----- |
| 1    | Candace Crawford          | Canada      | 1315  |
| 2    | Mikaela Tommy             | Canada      | 770   |
| 3    | Paula Moltzan             | Stati Uniti | 662   |
| 4    | Kristine Gjelsten Haugen  | Norvegia    | 606   |
| 5    | Valérie Grenier           | Canada      | 574   |
| 6    | Leona Popović             | Croazia     | 560   |
| 7    | Megan McJames             | Stati Uniti | 476   |
| 8    | Anna Marno                | Stati Uniti | 475   |
| 9    | Alex Tilley               | Regno Unito | 427   |
| 10   | Kristina Riis-Johannessen | Norvegia    | 419   |

#### Discesa libera
| Pos. | Nome             | Nazione     | Punti |
| ---- | ---------------- | ----------- | ----- |
| 1    | Julia Ford       | Stati Uniti | 180   |
| 2    | Maruša Ferk      | Slovenia    | 160   |
| 3    | Karolina Chrapek | Polonia     | 105   |
| 4    | Katie Ryan       | Stati Uniti | 90    |
| 5    | Breezy Johnson   | Stati Uniti | 86    |

#### Supergigante
| Pos. | Nome             | Nazione     | Punti |
| ---- | ---------------- | ----------- | ----- |
| 1    | Abby Ghent       | Stati Uniti | 276   |
| 2    | Candace Crawford | Canada      | 235   |
| 3    | Mikaela Tommy    | Canada      | 200   |
| 4    | Katharine Irwin  | Stati Uniti | 190   |
| 5    | Anna Marno       | Stati Uniti | 186   |

#### Slalom gigante
| Pos. | Nome                     | Nazione     | Punti |
| ---- | ------------------------ | ----------- | ----- |
| 1    | Candace Crawford         | Canada      | 507   |
| 2    | Megan McJames            | Stati Uniti | 301   |
| 3    | Mikaela Tommy            | Canada      | 281   |
| 4    | Kristine Gjelsten Haugen | Norvegia    | 252   |
| 5    | Valérie Grenier          | Canada      | 214   |

#### Slalom speciale
| Pos. | Nome                      | Nazione     | Punti |
| ---- | ------------------------- | ----------- | ----- |
| 1    | Candace Crawford          | Canada      | 373   |
| 2    | Paula Moltzan             | Stati Uniti | 361   |
| 3    | Kristine Gjelsten Haugen  | Norvegia    | 354   |
| 4    | Laurence St-Germain       | Canada      | 296   |
| 5    | Kristina Riis-Johannessen | Norvegia    | 229   |

#### Combinata
| Pos. | Nome             | Nazione     | Punti |
| ---- | ---------------- | ----------- | ----- |
| 1    | Candace Crawford | Canada      | 200   |
| 2    | Mikaela Tommy    | Canada      | 130   |
| 3    | Leona Popović    | Croazia     | 120   |
| 4    | Paula Moltzan    | Stati Uniti | 80    |
| 5    | Ali Nullmeyer    | Canada      | 56    |